# Věra Barandovská-Frank

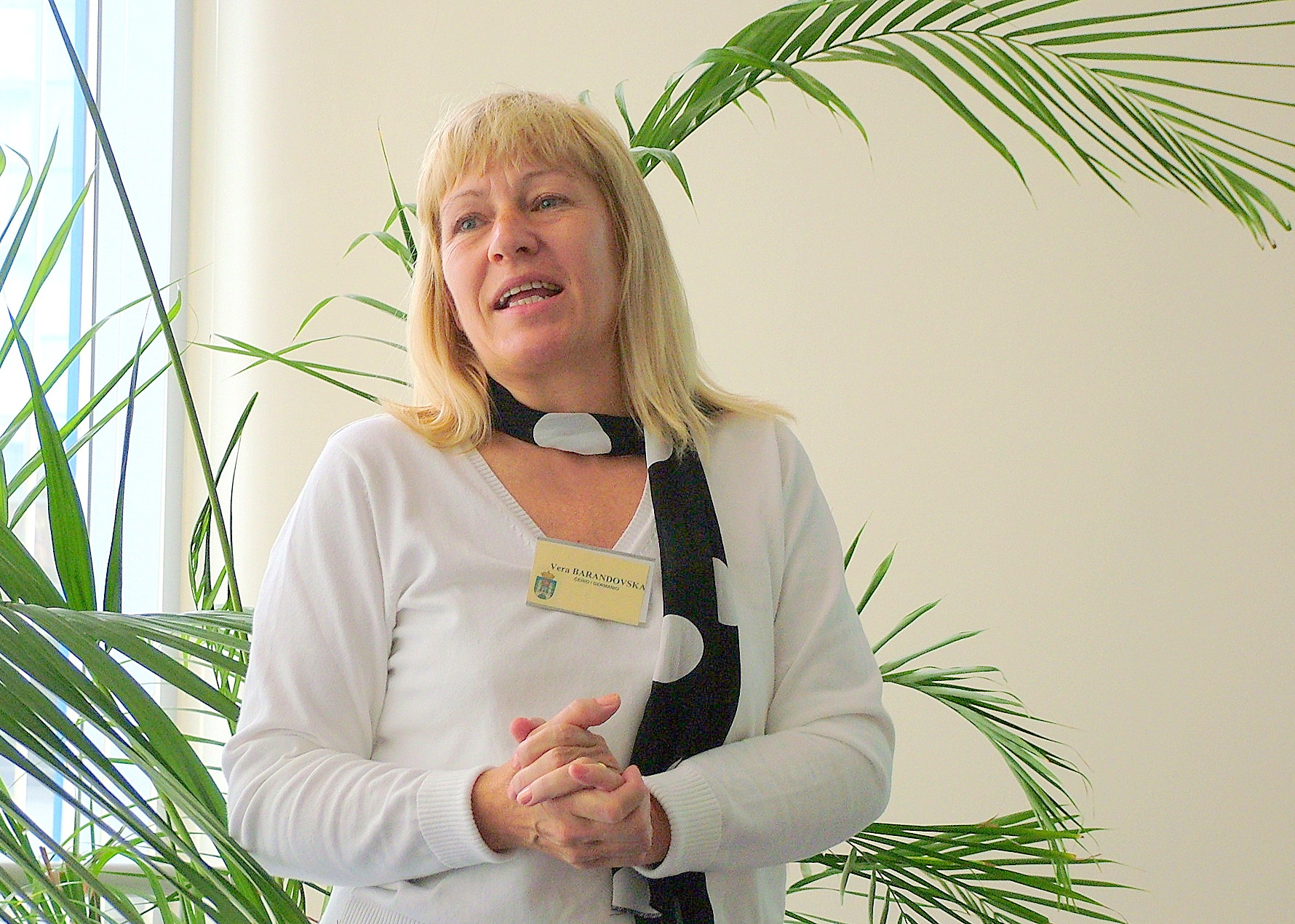
Věra Barandovská-Frank

Vera Barandovská-Frank (sinh ngày 17 tháng 8 năm 1952 ở Opava) là một nhà quốc tế ngữ và nhà ngữ văn học người Séc, tại La Internacia Sciencista Dokumentaro. Bà từng diễn thuyết tại Universala Kongreso de Esperanto.
Chồng bà là nhà ngữ văn học Helmar Frank.

## Công trình

### Bằng Quốc tế ngữ

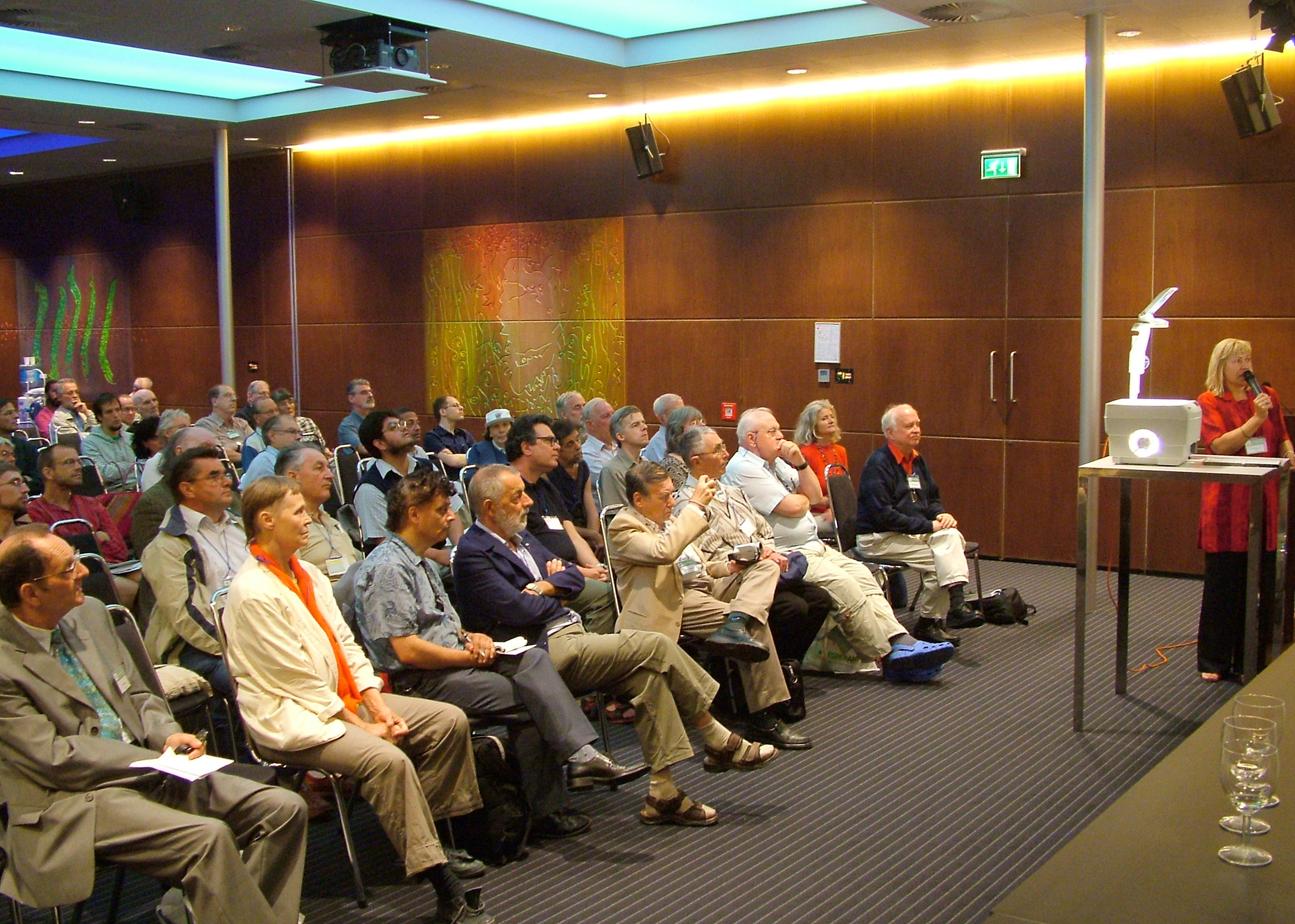

- Forgesita panslavisma volapukisto (En: Studoj pri interlingvistiko: festlibro omaĝe al la 60-jariĝo de Detlev Blanke, KAVA-PECH 2001)
- Instrulingvo kaj lernsukceso (En: Bildungskybernetik und europäische Kommunikation)
- Interlingvistika verko de Komenio (En: Miscellanea interlinguistica)
- Kies estas interlingvistiko? Komenio kaj la ideo de universala lingvo (En: 11-a scienca interlingvistika simpozio Varsovio, 1983)
- La latina kiel interlingvo' (KAVA-PECH 1995)
- La latina kiel interlingvo kaj kiel planlingvistika fonto (En: Colloque d' Interlinguistique, 1994, La Chaux-de-Fonds)
- Latinidaj planlingvoj el la vidpunkto de latinisto (En: Esperanto: la internacia lingvo - sciencaj aspektoj)
- Observata evoluigo de plurlingva terminologio en novaj interdisciplinaj fakoj (En: Modernaj rimedoj de komunikado; Terminologiaj problemoj de aplikoj de Esperanto en scienco kaj tekniko)
- Jan Novák - reprezentanto de internacia novhumanisma kulturo' (Kongresa Universitato, Prago 1996)
- Enkonduka lernolibro de interlingvistiko, Editura Universităţii, Sibiu-Hermann stadt, (Rumanio), 1995, unua eldono, ISBN 973-95604-6-8 calling template requires template_name parameter.

### Bằng tiếng Đức
- Politique linguistique du Club Européen (En: Europas Sprachlosigkeit: vom blinden Fleck der "European Studies" und seiner eurologischen Behebung)
- Über die Academia pro Interlingua (En: Plansprachen und ihre Gemeinschaften)
- Beobachtungen bei der mehrsprachigen Terminologieentwicklung neuer interdisziplinärer Fachgebiete (En: Interlinguistik und Lexikographie)
- Erich Weferling: tri jardekoj de lingvofajlado (En: Domaine de la recherche en linguistique appliquée)
- Gibt es Europa? Was ist europäisch? (En: Sprachenpolitik in Europa: Beiträge einer Veranstaltung des "Vereins zur Förderung sprachwissenschaftlicher Studien e.V." (VFsS) und der "Gesellschaft für Interlinguistik e.V.")
- Giuseppe Peano und Latino sine flexione (En: Zur Struktur von Plansprachen)
- Der neueste Stand der Lateinbewegung: Bericht über den Latinisten-Weltkongreß (En: Soziokulturelle Aspekte von Plansprachen)

### Bằng tiếng Séc
- Esperanto pro samouky (Esperanto por aŭtodidaktoj, SPN Praha 1989)
- Latina jako mezinárodní jazyk (Latino kiel internacia lingvo, KAVA-PECH 1995)
- Přínos IALA k problému jazykového plánování (La kontribuo de IALA al la problemo de lingva planado. En: Problémy interlingvistiky)
- Úvod do interlingvistiky (Enkonduko en la interlingvistiko, Nitra, 1995)